# Virgili de Petrarca
El Virgili de Petrarca és un manuscrit que conté les obres de Virgili, comentades per Servi Maure Honorat i anotades per la mà de Francesco Petrarca. Conté un frontispici decorat amb una miniatura de Simone Martini.

## Història
El manuscrit fou copiat a principis del segle XIV. El va adquirir Petrarca a Avinyó mentre s'hi allotjava des del 1325. Li'l robaren uns mesos després i després el va recuperar l'any 1338 tal com s'indica en una nota escrita a la solapa del manuscrit. En aquesta data començà a afegir-hi anotacions i després va demanar al seu amic Simone Martini, que era a Avinyó des del 1340, que li'n fes una miniatura per al frontispici.
Després de la mort de Petrarca el 1374, el manuscrit fou enviat amb la resta de la seua biblioteca a Pavia, a les col·leccions de la família Visconti. Només, però, consta a l'inventari de la seua biblioteca del 1460. L'obra també conté la signatura de Galeàs Maria Sforza, quan era duc de Milà entre el 1466 i el 1476. L'any 1500, les col·leccions dels ducs es dispersaren i el manuscrit fou recuperat per un tal Antonio di Pirro. A la fi del segle XVI, pertanyia al cardenal Agostino Cusani, que el traslladà de Roma a Milà, on va morir el 1598. El va adquirir el cardenal arquebisbe de Milà Federico Borromeo, que va crear la Biblioteca Ambrosiana, en què encara es troba.

## Descripció
El manuscrit, escrit en pergamí gruixut i luxosament enquadernat, conté els tres grans poemes de Virgili amb comentaris de Servi Maure Honorat: les Bucòliques (f.2-16), les Geòrgiques (f.16-52) i l'Eneida (f.52-233). També conté altres obres: les <i>Aquil·leides</i> de Papini Estaci (f.233-238), les Odes d'Horaci (f.249-251) i dos comentaris al De Barbarismo d'Eli Donat (f.251-f.270). El text en si només està decorat amb caplletres senzilles.
Aquests textos estan anotats als marges pel propietari del manuscrit, el poeta Francesco Petrarca. Les anotacions, les faria al llarg de la seua vida, com ho demostren els diferents guions i colors de tinta. El primer foli conté també mencions autobiogràfiques, com la mort del gran amor de la seua vida, Laura de Noves, el 1348.
Al dors del foli 1 hi ha la miniatura de la pàgina sencera atribuïda a Simone Martini: representa un Virgili barbut recolzat en un arbre (en la postura del pastor Titir), el cap aixecat i coronat amb una olivera, l'estilet a la mà i un volum obert als genolls. Ho revela el seu comentarista Servi Maure Honorat, que tira el teló que l'amagava i assenyala el personatge (equipat amb una llança i esperons) que es troba a la dreta. En primer pla altres dues figures, a l'esquerra, un llaurador que es disposa a podar una branca de vinya, a la dreta un pastor assegut, amb una cabra i tres ovelles, munyint-ne una. Els tres personatges, que tenen la mirada fixa en Virgili, personificarien les obres de l'autor llatí: el cavaller que Servi mira representa Enees de l'Eneida, el camperol de les Geòrgiques i el pastor de les Bucòliques  Els tres arbres de la part inferior, que simbolitzen el bosc sagrat de les Muses, són d'igual mida, i això significa que els tres poemes de Virgili són d'igual valor, el poeta ha assolit l'excel·lència en els tres gèneres literaris utilitzats: l'estil humil de les Bucòliques, l'estil mitjà de les Geòrgiques i l'estil noble de l'Eneida.
La imatge s'acompanya de tres hexàmetres rimats signats per Petrarca, dos en filacteris col·locats sota Virgili en la miniatura, el tercer al seu davall.